# Bœuf marron

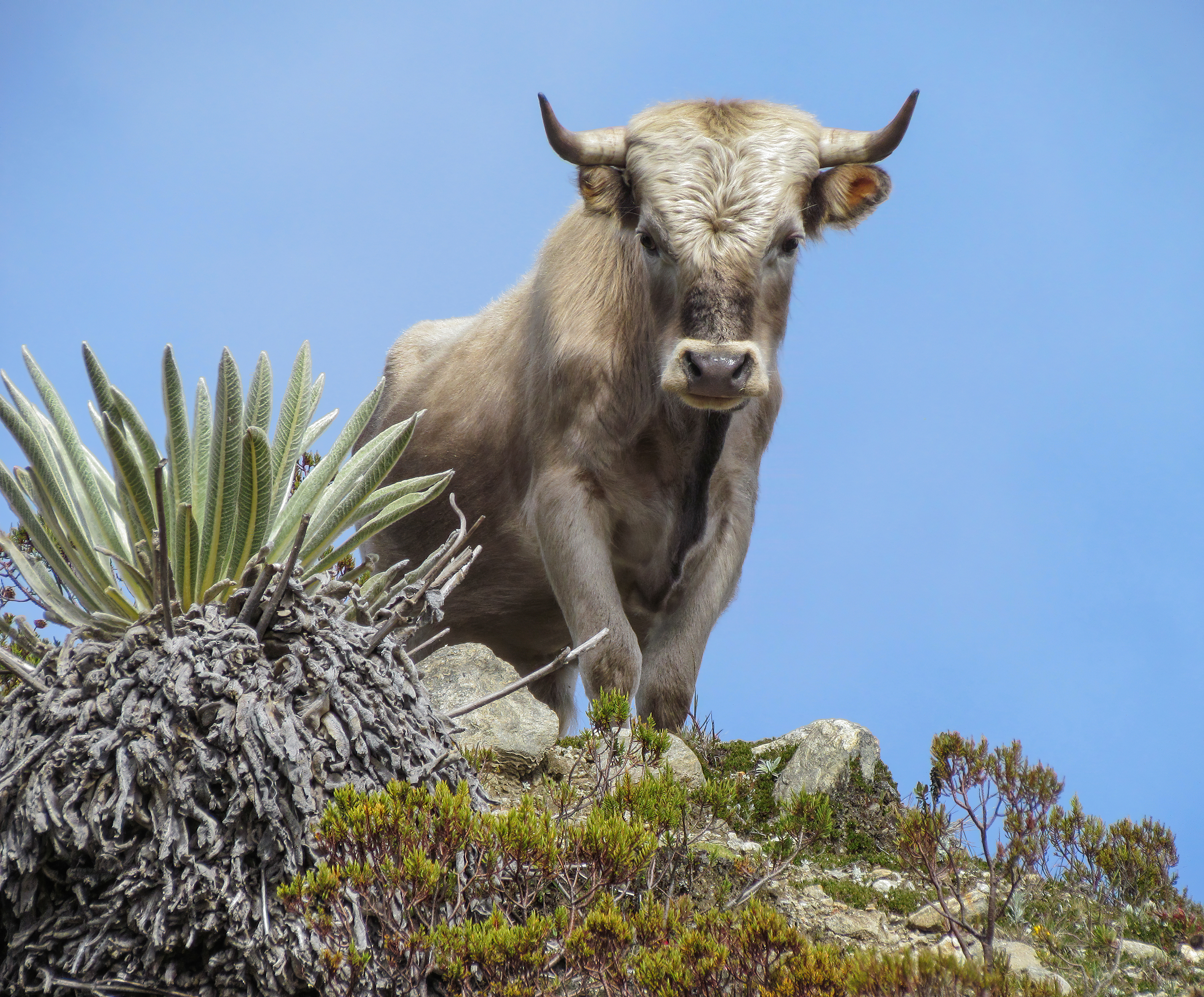
Un taureau charolais sauvage à la Sierra Nevada de Mérida, au Venezuela.

Un bœuf marron, appelé aussi vache marronne, taureau marron ou bovin ensauvagé, est un Taurin (Bos taurus) qui est retourné à l'état sauvage ou semi-sauvage par le phénomène du marronnage. Il ne doit pas être confondu avec l'Aurochs (B. t. primigenius), qui est l'ancêtre sauvage éteint.
Le bœuf marron peut avoir côtoyé des êtres humains ou bien être né loin d'eux, de sorte que la différence entre lui et un individu domestique proprement dit n'est pas génétique mais uniquement éthologique, c'est-à-dire liée à son mode de vie. Dans certaines régions où le Taurin n'est pas une espèce d'origine indigène, les populations marronnes ont proliféré et peuvent poser de graves problèmes environnementaux, devenant même par endroits une espèce envahissante : ça a été le cas à l'île Amsterdam où le troupeau a dû être abattu.